# Ильинка (сельское поселение село Кременское)
Ильинка— деревня в Медынском районе Калужской области Российской Федерации. Входит в сельское поселение «Село Кременское».

## Физико-географическое положение
Ближайшие населённые пункты: Озёрное, Воронино, Дылдино(Боровский район).
Стоит на речке Шумовка.

## Население
| 2002 | 2010 |
| ---- | ---- |
| 6    | ↘1   |

## История
В 1782 году на месте деревни значится пустошь Корнеево (Ерофеево), князя Василия Ивановича Долгорукого и Авдотьи Александровны Зиновьевой.
По данным на 1859 год владельческая деревня Ильинка при речке Ерофеевке состояла из 4 дворов, в которых проживало 40 человек. После реформы 1861 года она вошла в состав Глуховской волости Медынского уезда. В 1892 году в ней насчитывалось 32, в 1912 — 36 жителей.